# Valy (okres Cheb)
Valy (Duits: Schanz, Tsjechisch tot 1947: Šance) is een gemeente in de Tsjechische regio Karlsbad. De gemeente ligt op 555 meter hoogte, 4 kilometer ten noordwesten van Mariënbad (Mariánské Lázně). Het ligt aan de zuidelijke rand van het berggebied Slavkovský les. Het dorp heeft een eigen spoorwegstation aan de lijn Mariënbad - Cheb, station Valy u Mariánských Lázní.

## Geschiedenis
De eerste vermelding van Šance stamt uit het jaar 1670. In 1678 stonden er drie huizen, in 1692 vier. Tot 1788 liep dat aantal op tot 37 huizen, waarin tussen de 250 en 300 mensen woonden.
In 1872 werd de spoorlijn die langs het dorp loopt geopend, Valy kreeg echter geen station. In 1889 werd de brandweer van het dorp opgericht en sinds 1913 is er elektriciteit in het dorp. In 1933 kwam er alsnog een spoorwegstation.
Tijdens de Tweede Wereldoorlog werd het station vernietigd. Na de oorlog werden de Duitse inwoners verdreven. In 1947 werd de naam van het dorp in Valy veranderd, en begon het treinverkeer weer. De plaatselijke school werd in 1968 gesloten, en in 1976 verloor Valy zijn zelfstandigheid. Het werd onderdeel van de gemeente Mariënbad. Sinds 1990 is Valy weer een zelfstandige gemeente.
Aš · 
Cheb · 
Dolní Žandov · 
Drmoul · 
Františkovy Lázně · 
Hazlov · 
Hranice · 
Krásná · 
Křižovatka · 
Lázně Kynžvart · 
Libá · 
Lipová · 
Luby · 
Mariënbad (Mariánské Lázně) · 
Milhostov · 
Milíkov · 
Mnichov · 
Nebanice · 
Nový Kostel · 
Odrava · 
Okrouhlá · 
Ovesné Kladruby · 
Plesná · 
Podhradí · 
Pomezí nad Ohří · 
Poustka · 
Prameny · 
Skalná · 
Stará Voda · 
Teplá · 
Trstěnice · 
Třebeň · 
Tři Sekery · 
Tuřany · 
Valy · 
Velká Hleďsebe · 
Velký Luh · 
Vlkovice · 
Vojtanov · 
Zádub-Závišín